# ダーク・ウォーター
『ダーク・ウォーター』（原題: Dark Water）は、2005年のアメリカ製作のホラー映画。ウォルター・サレス監督。
鈴木光司原作の日本映画『仄暗い水の底から』のアメリカリメイク作品。タッチストーン・ピクチャーズ製作。日本では東宝東和配給・提供。

## ストーリー
1974年のシアトル、雨の放課後。学校の入り口で、お迎えの母親を待ち続ける5歳のダリア。母との苦い思いがトラウマとなっている彼女の脳裏には、でんでん太鼓のようなおもちゃの音色とともに、この苦い過去の記憶が今でも頻繁に蘇ってくる。
2005年のニューヨーク。離婚調停中のダリアと夫カイルは、彼らの娘6歳のセシリアの親権を争っている。そのため、ダリアは一刻も早く、娘の養育に適したアパートや仕事を見つけなければならないというプレッシャーを抱えていた。やがてダリアとセシリアは、ニューヨークの外れにあるルーズベルト島の片隅にアパートを見つける。少々不気味で古い部屋ではあったが、急いでいたこともあってダリアは賃貸契約を結んだ。セシリアとの新たな生活を何としても守りたいと願うダリアだが、次々と不気味な現象にみまわれていく。寝室の天井で日ごとに大きくなる黒い染み、誰もいないはずの上階から聞こえてくる物音、そして見えない“友達”と話し始めるセシリア。何か怪しく、謎めいた管理人と不動産業者はまったく頼りならず、ダリアは次第に精神的にも追い詰められていくが、これは更なる恐怖への“入り口”にしかすぎなかった。

## キャスト
役名、俳優、日本語吹き替えの順に記述。
- ダリア・ウィリアムズ - ジェニファー・コネリー（田中敦子）
- セシリア（セシー）・ウィリアムズ - アリエル・ゲイド（堀江由衣）
- マーレイ - ジョン・C・ライリー（相沢正輝）
- ジェフ・プラッツァー弁護士 - ティム・ロス（安原義人）
- 教師 - カムリン・マンハイム（すずき紀子）
- ヴェック - ピート・ポスルスウェイト（坂口芳貞）
- カイル・ウィリアムズ - ダグレイ・スコット（小山力也）
- ナターシャ・リムスキー - パーラ・ヘイニー＝ジャーディン（川田妙子）
- 幼い頃のダリア - パーラ・ヘイニー＝ジャーディン
- メアリー - ジェニファー・バクスター（藤本喜久子）
- スティーヴ - マット・レムチ（藤井啓輔）
- ビリー - エドワード・ケニントン（荒川太郎）
- 調停委員 - リンダ・エモンド（藤生聖子）
- 調停委員 - ビル・ブウェル（石住昭彦）
- 幼い頃のダリアの先生 - デブラ・モンク（すずき紀子）
- スーパーバイザー - アリソン・シアリー＝スミス（藤生聖子）
- エレベーターの男 - サイモン・レイノルズ（荒川太郎）
- 教師助手 - ケイト・ヒューレット（園崎未恵）
- 夜間のフロント係 - ディエゴ・フエンテス（嵜本正和）
- 後部座席にいたプラッツァーの依頼主 - クレイグ・マムズ・グラント（石住昭彦）
- その他の日本語吹き替え - 佐藤利奈、土谷麻貴

## DVD発売
- 2006年5月26日リリース。

## 関連事項
- ジャパニーズホラー
- ザ・リング、ザ・リング2
- エリサ・ラム事件